# Crimes da rua do Arvoredo
Os crimes da Rua do Arvoredo ocorreram entre 1863 e 1864, na cidade de Porto Alegre, capital de estado brasileiro do Rio Grande do Sul. A prática insólita dos crimes era feita da seguinte forma: os acusados atraiam vítimas para matá-las e, provavelmente, se desfaziam de partes dos corpos produzindo linguiças de carne humana pra serem vendidas em um açougue da cidade. Três pessoas estariam envolvidas na execução dos crimes: o brasileiro José Ramos, sua esposa húngara Catarina Palse e o açougueiro alemão Carlos Claussner. Apesar de ser um caso real, ele ainda está presente no imaginário popular local, tendo se tornado uma espécie de lenda urbana da cidade.

## Antecedentes

### José Ramos
José Ramos foi o filho mais velho de Manoel Ramos e Maria da Conceição. Seu pai fez parte de cavalaria de Bento Gonçalves durante a Revolução Farroupilha, da qual desertou e se refugiou em Santa Catarina. Durante uma discussão familiar o seu pai agride sua mãe, em seguida José Ramos fere gravemente o pai com uma faca, levando-o à morte em poucos dias.
Daí, José Ramos vai para o Rio Grande do Sul e torna-se um inspetor de polícia na cidade de Porto Alegre, onde teria comprado (ou alugado) uma casa na antiga Rua do Arvoredo (atual Rua Coronel Fernando Machado, 707), que pertencia ao açougueiro Carlos Claussner.
```
Mais tarde José Ramos é expulso da polícia ao ser flagrado tentando degolar o preso Domingos José da Costa (bandido famoso, preso em 
Vacaria
 em 
1862
, conhecido como 
Campara
, uma espécie de 
Robin Hood
 gaúcho, pois roubava dos ricos e distribuía o produto do roubo aos pobres
[
5
]
[
6
]
), argumentando de que esse tentava escapar. Ramos passa a servir, então, como informante da Polícia.
[
1
]
```

Frequentava a mais alta classe de Porto Alegre. Apaixonado pela música lírica e pela poesia, assistia espetáculos do recém-inaugurado Theatro São Pedro, onde conheceu Catarina Palse, com quem passou a viver, e a praticar os tais crimes.

### Catarina Palse
Catarina foi cúmplice de José Ramos, por atrair as vítimas para sua residência e acobertando os crimes do marido. 
De família pobre, Catarina, nasceu na parte húngara da Transilvânia, era etnicamente alemã e cresceu em uma pequena aldeia com seus pais e dois irmãos. Durante a Revolução húngara de 1848, foi estuprada por soldados e teve sua família assassinada. Posteriormente, aos 15 anos, se casa com Peter Palse por interesse para conseguir fugir do país já que passava por extrema pobreza, mas, durante a viagem seu recém casamento acaba, pois seu marido se suicida
Chega em Porto Alegre em 1857, tendo 20 anos. Acaba se envolvendo com José Ramos em 1863 e vão morar juntos na então Rua do Arvoredo, perto do cemitério que ficava atrás da Catedral Metropolitana de Porto Alegre.

### Carlos Claussner
Carlos Claussner era um imigrante alemão que possuía um açougue atrás da Igreja de Nossa Senhora das Dores; na Rua da Ponte (atual Rua Riachuelo), na cidade de Porto Alegre.
Chegou ao Brasil em 1859 e abre o seu negócio conseguindo em pouco tempo sucesso financeiro, devido a localização de seu empreendimento. Solitário, Claussner cria laços de amizade com José Ramos e o transforma em seu ajudante no açougue, visto que Ramos falava alemão.

## Os crimes
Ao que tudo indica, a sequência de assassinatos começa em 1863. José Ramos e Catarina Palse se conheceram em locais públicos frequentados pela elite da cidade e analisavam quais seriam as potenciais vítimas. A preferência era por imigrantes alemães, visto que Catarina não dominava o idioma português.
Após a escolha da vítima, Catarina Palse, as seduzia e marcava um encontro no Beco da Ópera (atual Rua Uruguai) e as levava para a casa do casal, onde as vítimas tinham seus pertences roubados e eram degoladas, esquartejadas e descarnadas. A carne era transformada em linguiça e vendida no açougue de Carlos Claussner. Segundo depoimentos da época, Claussner havia sugerido a Ramos a fabricação de linguiças com a carne dos assassinados, como uma forma de encobertar qualquer evidência dos crimes; já os ossos seriam dissolvidos em ácido ou incinerados no seu açougue. Embora o número exato permaneça um mistério, existem provas de que seis pessoas foram vítimas do casal.
Em agosto de 1863, uma sequência de desaparecimentos começou a repercutir pela cidade. Ao mesmo tempo, isso começou a despertar a curiosidade da opinião pública local. As autoridades começaram a ser pressionadas. A repercussão dessa sequência de crimes começou a assustar Claussner, que decidiu ir para o Uruguai, pois alegava estar infeliz em Porto Alegre. Dessa forma, José Ramos, temendo perder seu parceiro nos crimes, o matou e escondeu o corpo no quintal de sua casa. O casal eventualmente assumiu as posses de Classner e ao ser perguntado pela ausência do açougueiro ele alegava, que a loja e a casa haviam sido vendidas para ele. Entretanto, o negócio desandou devido ao desconhecimento de Palse e Ramos na fabricação de embutidos.
A elucidação dos crimes começou no ano seguinte, em 1864, com o desaparecimento do caixeiro-viajante José Ignacio de Souza Ávila e do comerciante português Januário Martins Ramos da Silva; que foram vistos no dia anterior na casa de José Ramos, na Rua do Arvoredo. Convocado a prestar esclarecimentos na delegacia, José disse que eles pernoitaram na casa e durante a manhã eles foram para São Sebastião do Caí. O delegado, não satisfeito com as explicações, no dia seguinte ao depoimento foi revistar a residência, encontrando evidências  de diversos crimes. Foram achados vários indícios dos assassinatos cometidos ali ao serem encontrados pertences pessoais das vítimas conservados por Ramos como uma espécie de souvenirs de acontecimentos macabros.
Ainda, durante a revista, foram descobertos vários pedaços de um corpo humano em decomposição enterrados no porão da residência, sendo identificados como sendo os pedaços do alemão Carlos Claussner, dono de um açougue na Rua da Ponte. No poço da casa foram encontrados os corpos mutilados de Januário e José Ignácio e, também, de um cachorro com o ventre rasgado (o cão era de José Ignácio, que permaneceu na porta da casa de José Ramos latindo como se esperasse o dono por alguns dias, até que misteriosamente também desapareceu). Catarina, que havia sido presa por outros crimes e havia se tornado uma mucker, decidiu confessar que naquela casa foram cometidos seis assassinatos e que dos corpos das vítimas foram feitas linguiças pelo açougueiro Carlos Classner. O diário de Catarina foi o ponto de partida para a investigação das demais mortes.

## Conclusão
José Ramos e Catarina Palse mataram para se apossar dos bens de suas vítimas, com exceção do caixeiro José Ignacio, que foi morto por ser testemunha, que poderia denuncia-los. O delegado Dario Rafael Callado acumulava as funções de Chefe de Polícia e Juiz de Direito na época. Ramos era um de seus informantes e para lhe evitar constrangimentos, decidiu dar celeridade ao processo. Dario já havia sido atacado publicamente pelo deputado Silveira Martins por ter feito uma série de prisões ilegais.
Já na condição de Juiz de Direito, Dario Callado sentenciou José Ramos nas penas de crime de latrocínio, condenado à pena de morte por enforcamento por seus crimes (a pena depois foi comutada como prisão perpétua); Ramos negou os crimes até morrer internado na Santa Casa de Misericórdia de Porto Alegre, em 1893. Catarina Palse foi novamente presa. Agora como cúmplice, condenada a 13 anos de prisão.  
A edição 107 do jornal "A Federação", noticiou na página 2 que Catarina foi libertada no dia 6 de Maio de 1891.

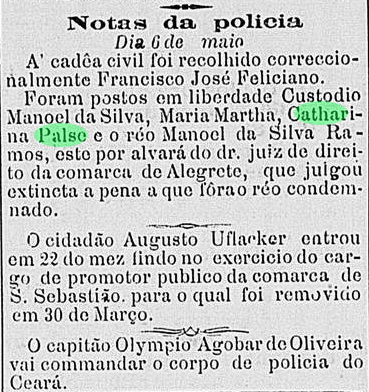
Nota policial da soltura de Catharina Palse no jornal A Federação

O caso teve pouca repercussão na impressa de Porto Alegre da época, tendo mais destaque em jornais internacionais  mas ganhou registro oficial no Relatório dos Presidentes das Províncias Brasileiras na edição do ano de 1864 pelo então presidente da província do Rio Grande do Sul, o senhor Dr. Esperidião Elói de Barros Pimentel. 
As linguiças fabricadas, vendidas no comércio de Porto Alegre, tinham "muito boa aceitação" e foi exatamente com a divulgação desta história nasceu a "lenda urbana" sobre o caso. O processo dos crimes da Rua do Arvoredo está depositado no Arquivo Nacional, na cidade do Rio de Janeiro. Segundo o historiador Décio Freitas, autor do livro O Maior Crime da Terra, "faltam diversas informações como diversas folhas no processo, os documentos estão todos em português arcaico e manuscritos". O fato é que o crime realmente existiu, porém, as provas sobre as linguiças fabricadas com carne humana foram inviabilizadas no decorrer do processo e o passar dos tempos. Portanto, nunca se saberá se a história é completamente verdadeira".

## Repercussão do caso
O caso foi relatado no Relatório do Presidente da Província do Rio Grande do Sul, na edição do ano de 1864 pelo então presidente da província, o senhor Dr. Esperidião Elói de Barros Pimentel, para o seu sucessor o sr. Vice-presidente Comendador Patricio Correa da Camara.

Na página 4 e parágrafo 4 deste relatório é descrito o fato:
"Continua inalterada a tranquilidade pública. Cumpre-me entretanto registrar aqui um fato, ocorrido nesta cidade, e que esteve prestes a pertubá-la.
Tendo desaparecido o taberneiro Januário Martins, e seu caixeiro, e procedendo a policia á minuciosas indagações, descobriu em um fosso do quintal da casa em que habitava José Ramos os cadáveres mutilados daqueles infelizes (Januário e o seu caixeiro); descobriu-se também na mesma ocasião os ossos completos de um esqueleto humano. As veementes presunções condenavam a Ramos e sua amasia Catharina Palse.
Os interrogatórios, que as 3 horas da tarde começaram na Secretaria de Policia, e que continuaram a noite, atraíram curiosos em grande número, e alguns deles ousaram exigir que os presos lhes fossem entregues para serem por suas mãos justiçados. Os crimes horrorosos, e acompanhados de circunstancias das mais graves: mas tal pretenção, em todo o caso inadmissível em pais civilizado, era tando mais desarrazoada quanto tinha sido pronta e eficaz a ação da justiça. Os presos foram recolhidos a cadeia, sendo porém de lamentar os ferimentos em pessoas que, surdas ás admoestações  da autoridade, conservavão-se diante da força, atirando-lhe pedras, pedaços de garrafas, e apupando-a".
Neste relato breve, fica claro que os crimes praticados por Ramos e Catarina se resumiram a 3 assassinatos apenas: o de Januário, o do seu caixeiro e o último, descrito apenas como "com os ossos completos", o do alemão Carlos Claussner. 
Relatórios dos Presidentes das Provincias Brasileiras : Imperio (RS) - 1830 a 1889

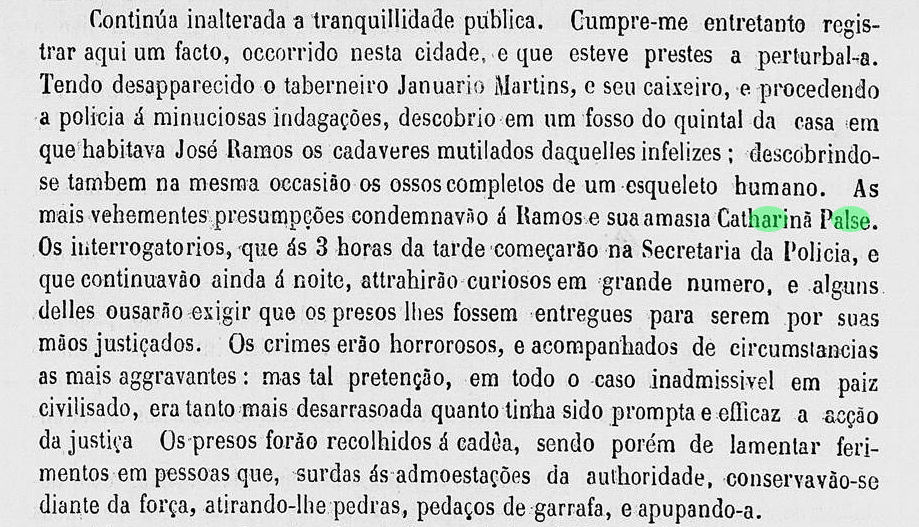
Detalhe do Relatório do Presidente da Província do Rio Grande do Sul do ano de 1864.

Na Europa, a repercussão do crime foi tão grande, que quando Charles Darwin teve conhecimento escreveu em seu caderno de anotações um curto comentário sobre o caso em Porto Alegre se questionando: "Se existe um chacal adormecido em cada homem?".

## Na cultura
Em 1987, o caso inspirou a publicação do livro Cães da província, de Luiz Antônio de Assis Brasil. O livro conta a biografia do escritor dramaturgo José Joaquim de Campos Leão, conhecido como Corpo Santo. Junto com esta narrativa, Assis Brasil também incluiu paralelamente em sua história os crimes da Rua do Arvoredo. O livro foi republicado em 2010 pela editora L&PM Editores.
Em 1996, o historiador Décio Freitas publicou o livro O Maior Crime da Terra - O Açougue Humano da Rua do Arvoredo, pela Editora Sulina, após uma pesquisa aprofundada sobre o assunto.
Posteriormente, em 2005, a história dos crimes da Rua do Arvoredo inspiraria também o romance do escritor David Coimbra, Canibais: Paixão e Morte na Rua do Arvoredo, publicado pela editora L&PM Editores.
No Rio Grande do Sul, o grupo RBS - afiliado da Rede Globo no estado  - produziu um documentário sobre o caso. Um outro trabalho, feito de forma independente foi produzido.
Em 28 de abril de 2006, a Rede Globo apresentou um episódio do programa Linha Direta Justiça, dramatizando o caso. Os atores Carmo Dalla Vecchia e Natália Lage estavam no elenco do episódio do programa, como José Ramos e sua mulher Catarina. Como trilha sonora do episódio, foram incluídas algumas músicas do grupo inglês Radiohead. Para reconstituir o crime, os trabalhos de pesquisa da equipe do Linha Direta foram amplos. A produção buscou informações nos arquivos públicos do Rio de Janeiro e de Porto Alegre e verificou desde recibos da época e os passaportes de Pilse e Classner, até as autópsias dos corpos das vítimas.